# 周礼
『周礼』（しゅらい）は、儒教経典（十三経）の一つで、『礼記』『儀礼』とともに「三礼」を構成する書物である。
『周礼』は偽書の疑いがあり、紀元前11世紀に周公旦が作ったとも、前漢代に劉歆が作ったともされる。また現代の研究の進展により戦国時代末期に成立したとの見方が示されている。
内容としては、周王朝の「礼」、すなわち文物・習俗・政治制度、特に官位制度について記されており、戦国時代以降の儒者にとって理想的な制度とみなされた。ただし、考古学調査によって得られた金文資料や他の先秦文献に記された制度とは、食い違いを見せている。
後漢の鄭玄による注、唐の賈公彦による疏を伴って『周礼注疏』として『十三経注疏』に収められている。

## 歴史
『周礼』の書名は本来『周官』であり、六経のひとつである「礼」とは関係なかったと考えられる。前漢の武帝のときに河間献王が入手した。
新の王莽のとき始めて経典に加えられ、劉歆が『周礼』に書名を改めたという。しかし、冬官篇が欠けていたので、そのかわりに『考工記』を収録した。あるいは河間献王のときにすでに『考工記』で補ってあったともいう。
後漢にはいると杜子春が『周礼』を伝えたといい、賈徽や鄭興も『周礼』に通じていた。賈徽の子の賈逵、鄭興の子の鄭衆、馬融らが注釈を書いた。『周礼』は古文学派にとって重要な経典であり、賈逵の門人だった許慎も『周礼』を修めている。鄭玄は杜子春・鄭興・鄭衆らの説を総合し、さらに『周礼』の説を基本に『儀礼』『礼記』にも注釈を施した。魏の王粛や東晋の干宝にも注があったというが、現在は鄭玄の注以外は滅びている。
清末の孫詒譲は、清朝考証学の成果をまとめて『周礼正義』を著した。

## 内容
官職を天官・地官・春官・夏官・秋官・冬官の六官（六卿）に分け、それぞれに60の官職が属するため、官職の合計は360になるはずであるが、実際には各官にはそれ以上の官職が属している（天官63、地官78、春官69、夏官70、秋官66）。それぞれの官について一篇をなし、本来は全6篇からなるが、冬官篇は亡佚し、代わりに『考工記』で補われている。しかし『考工記』は明かにほかの篇とは内容が異なり、官職の数も半分の30しかない。
地官の司禄、夏官の軍司馬・輿司馬・行司馬・掌疆・司甲、秋官の掌察・掌貨賄・都則・都士・家士、考工記の段氏・韋氏・裘氏・筐人・楖人・雕人の合計17官は題のみで中身がない。また夏官の小司馬は断章しか残っていない。
天官・小宰によると各官は以下のような職能を持っている：
天官
治（国政）を所管
長官は冢宰（ちょうさい）
地官
教（教育）を所管
長官は司徒
春官
礼（礼法・祭典）を所管
長官は宗伯
夏官
兵（軍政）を所管
長官は司馬
秋官
刑（訴訟・刑罰）を所管
長官は司寇
冬官
事（土木工作）を所管
長官は司空
実際には地官には地方行政や農業関係の職が多く属しており、六部の分類に近い。

## 影響
この書物は、新の王莽が前漢から簒奪する際に道義的な後ろ盾としており、王莽の側近である劉歆により捏造されたのではないかとする見解もあり昔から議論を呼んでいる（例えば南宋・洪邁『容斎続筆』巻16「周礼非周公書」、清末・康有為『新学偽経考』「漢書劉歆王莽伝弁偽第六」）。現在では周礼の文章と、同時代のと暦法などの比較に基づいて、戦国時代末期に「周礼」が成立したのではないかとされる。また周礼の「周」とは西周ではなく、戦国時代の周国を意味していると考えられる。
その後も、大きな政治的改革・改変を行う際に『周礼』を根拠にされた。とくに有名なのは西魏の時代に蘇綽・盧弁によって行われた官制改革で、『周礼』をもとにした六官の制を作り、これを府兵制と組み合わせた軍国制を作り上げた。西魏の官制は北周に受けつがれ、国家の強化に成功した。隋は六官の制を廃止した。
北宋の王安石の新法もこの書物を利用している。